# دالیم
دایلیم (به انگلیسی: Daelim) شرکت خوشه‌ای کره‌ای است، که در زمینه ساخت‌وساز، ارائه خدمات مهندسی و تولید محصولات پتروشیمی فعالیت می‌کند.
شرکت دالیم در سال ۱۹۳۹ تأسیس شد و امروزه دارای تخصص در طراحی و ساخت انواع نیروگاه، پالایشگاه و کارخانجات مختلف تولیدی می‌باشد. دفتر مرکزی این شرکت در شهر سئول، کره جنوبی قرار دارد و بخشی از سهام آن در بازار بورس کره معامله می‌شود.
این شرکت در ۱۴ کشور جهان از جمله ایران، دفتر دارد.